# Pier Silverio Leicht
Pier Silverio Leicht (* 25. Juni 1874 in Venedig; † 3. Februar 1956 in Rom) war ein italienischer Jurist, Historiker und Bibliothekar.

## Leben
Leicht wuchs in Venedig auf und absolvierte ein Jurastudium an der Universität Padua, das er im Jahre 1896 mit einer Untersuchung über den Einfluss des römischen und des germanischen Rechts auf das friulische Privatrecht abschloss. Ein weiterer Studienaufenthalt führte ihn im gleichen Jahr an die Universität Leipzig. Die Begegnung mit dem Rechtshistoriker Francesco Schupfer im Jahr 1898 an der Universität Rom hatte eine nachhaltige Wirkung auf Leichts wissenschaftliche Ausrichtung. Die Diskussionen zwischen Schupfer und Nino Tamassia über die Fortwirkung von Elementen des Römischen Rechts auf die mittelalterliche Rechtsentwicklung blieb für Leichts rechtshistorische Forschungen maßgebend.
Von 1900 bis 1902 war Leicht Direktor der Kommunalbibliothek von Udine (Biblioteca Civica di Udine), ab 1903 lehrte er an verschiedenen Universitäten. Nach kurzen Zwischenstationen in Camerino, Siena und Cagliari lehrte er ab 1913 Rechtsgeschichte an der Universität Modena und ab 1921 an der Universität Bologna. Im Jahre 1923 trat er in die Faschistische Partei Italiens ein und wurde Mitglied der italienischen Abgeordnetenkammer während der XXVII. und XXVIII. Legislaturperiode (1924–1934). 1934 wurde Leicht zum Senator ernannt, ab 1935 wirkte er an der Universität Rom, ab 1938 als Präsident der Fakultät für Jurisprudenz. Von 1936 bis 1938 war er zudem Vizepräsident der Italienischen Nationalakademie, der er seit 1920 angehörte. Von 1930 bis 1944 war Leicht erster Vorsitzender des italienischen Bibliotheksverbands (Associazione Italiana Biblioteche). Mit dem Sturz des Faschismus wurde Leicht seiner Ämter enthoben. Er starb 1956 in Rom.

## Schriften
- Diritto romano e diritto germanico in alcuni documenti friulani dei secoli XI, XII, XIII, Udine 1897
- Il diritto romano nell’Alto Adige durante il Medio Evo, Modena 1930
- Einige Hauptprobleme der italienischen Rechtsgeschichte, Köln 1933 (Veröffentlichungen des Petrarca-Hauses)
- Storia del diritto italiano, Milano 1936 ff.
- Corporazioni romane e arti medievali, Torino 1937
- Studi di storia friulana, Udine 1954